# Кантон (Канзас)
Кантон (англ. Canton) — місто (англ. city) в США, в окрузі Макферсон штату Канзас. Населення — 685 осіб (2020).

## Географія
Кантон розташований за координатами 38°23′9″ пн. ш. 97°25′48″ зх. д. / 38.38583° пн. ш. 97.43000° зх. д. (38.385939, -97.430040).  За даними Бюро перепису населення США в 2010 році місто мало площу 1,30 км², уся площа — суходіл.

## Демографія
Згідно з переписом 2010 року, у місті мешкало 748 осіб у 301 домогосподарстві у складі 205 родин. Густота населення становила 575 осіб/км².  Було 336 помешкань (258/км²).
Расовий склад населення:
| - 96,9 % — білих - 0,4 % — чорних або афроамериканців - 0,3 % — вихідців з тихоокеанських островів - 0,1 % — корінних американців - 0,1 % — азіатів |

До двох чи більше рас належало 1,9 %. Частка іспаномовних становила 1,9 % від усіх жителів.
За віковим діапазоном населення розподілялося таким чином: 25,3 % — особи молодші 18 років, 58,3 % — особи у віці 18—64 років, 16,4 % — особи у віці 65 років та старші. Медіана віку мешканця становила 37,9 року. На 100 осіб жіночої статі у місті припадало 87,9 чоловіків;  на 100 жінок у віці від 18 років та старших — 96,8 чоловіків також старших 18 років.
Середній дохід на одне домашнє господарство  становив 67 344 долари США (медіана — 51 908), а середній дохід на одну сім'ю — 79 259 доларів (медіана — 62 188). Медіана доходів становила 45 750 доларів для чоловіків та 28 482 долари для жінок. За межею бідності перебувало 8,4 % осіб, у тому числі 13,8 % дітей у віці до 18 років та 2,2 % осіб у віці 65 років та старших.
Цивільне працевлаштоване населення становило 434 особи. Основні галузі зайнятості: виробництво — 26,0 %, освіта, охорона здоров'я та соціальна допомога — 18,9 %, роздрібна торгівля — 10,4 %, мистецтво, розваги та відпочинок — 10,1 %.